# DAF YP-408
DAF YP-408 — голландский бронетранспортёр с колёсной формулой 8 × 6 / 4.

## История создания и производства
Первые прототипы были разработаны в 1950-х годах, серийное производство началось в 1960 году. Всего было выпущено около 750 машин.

## Варианты и модификации
- YP408-PWI (Gr) - армейский вариант с 12,7-мм пулемётом M2HB на турельной установке.
- YP408-PWI (PC)
- YP408-PWCO (Pantserwiel Commando) - командно-штабная машина, всего произведено 179.
- YP408-PWGWT (Pantserwiel Gewondentransport) - санитарная машина на 6 раненых, всего произведено 28.
- YP408-PWV (Pantserwiel Vracht) - транспортный вариант, всего произведено 28 машин.
- YP408-PWMT (Pantserwiel Mortier) - модификация для перевозки 120-мм миномёта с боекомплектом в 50 выстрелов и расчетом из 7 человек. Всего изготовлено 86, снят с производства в 1972 году.
- YP408-PWAT (Pantserwiel Antitank) - противотанковый вариант, с ПТУР TOW, всего переоборудовано 55 машин.
- YP408-PWRDR (Pantserwiel Radar) - разведывательный вариант, оснащен радаром ZB-298, всего произведено 29 машин.

## Конструкция

### Броневой корпус
DAF YP-408 имеет полностью закрытый бронированный корпус несущего типа. Экипаж из двух человек размещается за силовым отделением в передней части корпуса. Десантное отделение на 10 солдат находится в средней и кормовой частях корпуса. Сиденья десанта расположены вдоль бортов. В верхней части корпуса расположены откидывающиеся люки, которые позволяют десанту вести огонь из бронетранспортёра. Посадка и высадка десанта производится через двустворчатую дверь в корме машины (для наблюдения и ведения стрельбы в каждой створке двери встроен небольшой откидывающийся наружу люк).
Два топливных бака общей ёмкостью 220 литров расположены под полом десантного отделения.

### Вооружение

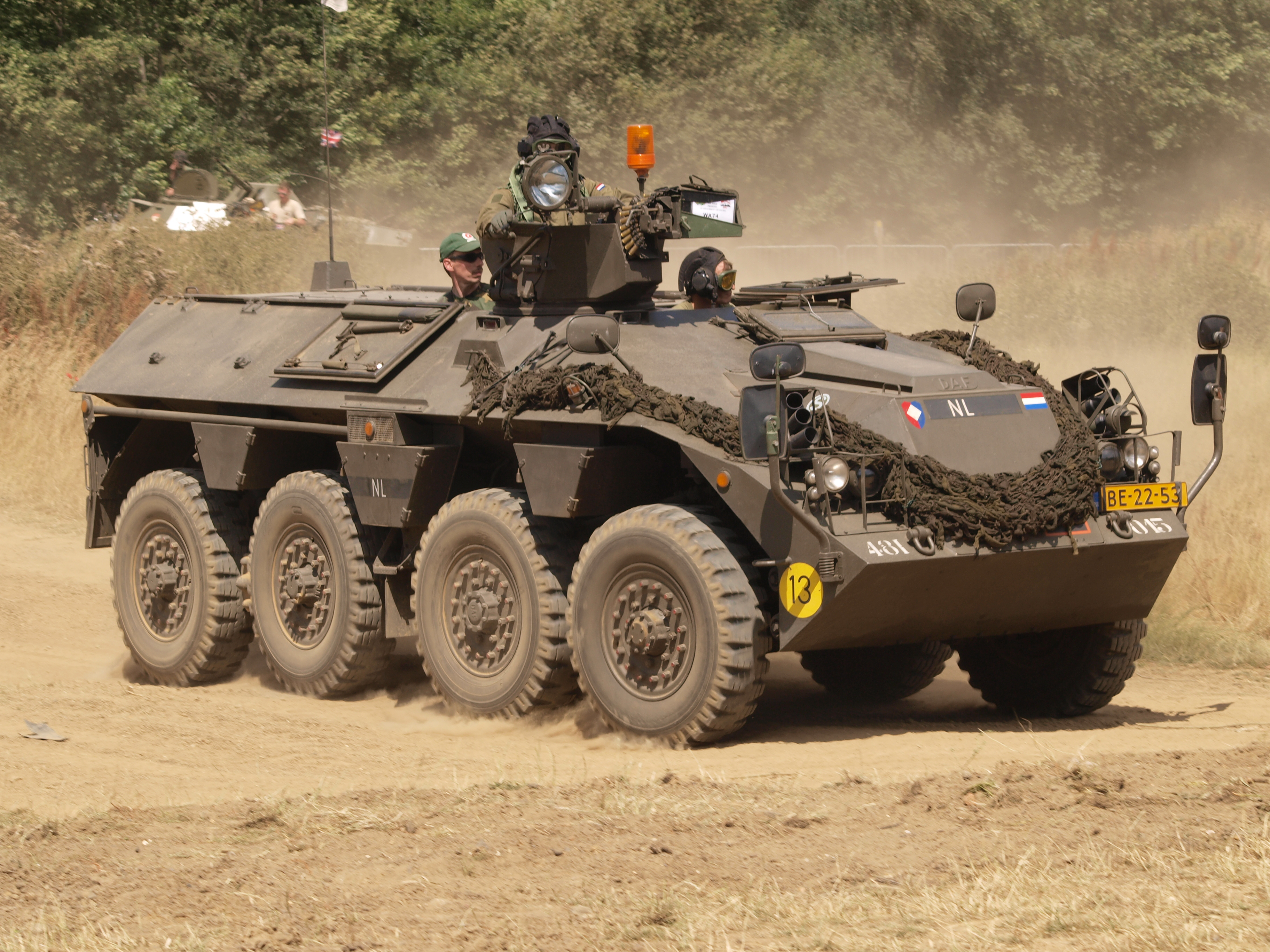
DAF YP-408 1968 года

12,7-мм пулемёт установлен на поворотной турели у люка командира машины, створки люка фиксируются в вертикальном положении, чем обеспечивается защита командира с боков при ведении огня из пулемёта. На отдельных машинах место пулемётчика закрыто дополнительными броневыми листами.
Для постановки дымовых завес по бокам в передней части корпуса БТР смонтированы два трёхствольных гранатомёта.

### Оборудование, средства наблюдения и связи
Механик-водитель и командир машины ведут наблюдение за местностью через перископы, установленные в крышках люков. Водитель и стрелок могут иметь приборы ночного видения. Также, бронетранспортёр оборудован радиостанцией, обогревателем и вентиляторами.
Кроме того, БТР оборудован тяговой лебёдкой (которая может быть использована для самовытаскивания при застревании машины). На тросе лебёдки имеется буксирный крюк, что позволяет механику водителю на трудных участках пути временно оставлять буксируемый прицеп или орудие на месте, разматывая трос лебедки. После выезда на хороший участок дороги прицеп может быть подтянут лебедкой.

### Двигатель и трансмиссия
Силовая установка - 6-литровый шестицилиндровый дизельный двигатель DAF DS 575 жидкостного охлаждения. Крутящий момент от двигателя передается через сухое однодисковое сцепление на 5-ступенчатую механическую коробку передач с синхронизаторами и далее - на двухступенчатую раздаточную коробку и установленные на каждом борту редукторы и, через карданные валы - на дифференциалы ведущих осей.
Ведущими являются передняя и две задние оси. Передняя ось может отключаться.

### Ходовая часть
В конструкции шасси бронетранспортёра использованы узлы и агрегаты стандартных грузовых автомобилей фирмы DAF.
Передняя пара колёс имеет торсионную подвеску и является управляемой. Вторая пара колёс имеет пружинную подвеску и тоже является управляемой, причем системы управления первой и второй парами колёс объединены. Привод управления снабжён гидроусилителем. Колёса третьего и четвёртого мостов установлены на концах двух балансиров, которые соединяюися с шасси полуэллиптическими рессорами. Тормоза колодочного типа, с гидроприводом. Шины низкого давления.

## Страны-эксплуатанты
- в 1960 году принят на вооружение голландской армии
- в 1975 году несколько машин было передано в Суринам, по состоянию на 2009 год они все еще состояли на вооружении.
- в 1992 году 28 машин было передано в подразделения военной полиции ВВС Португалии ("Polícia Aérea").

## Музейные экспонаты

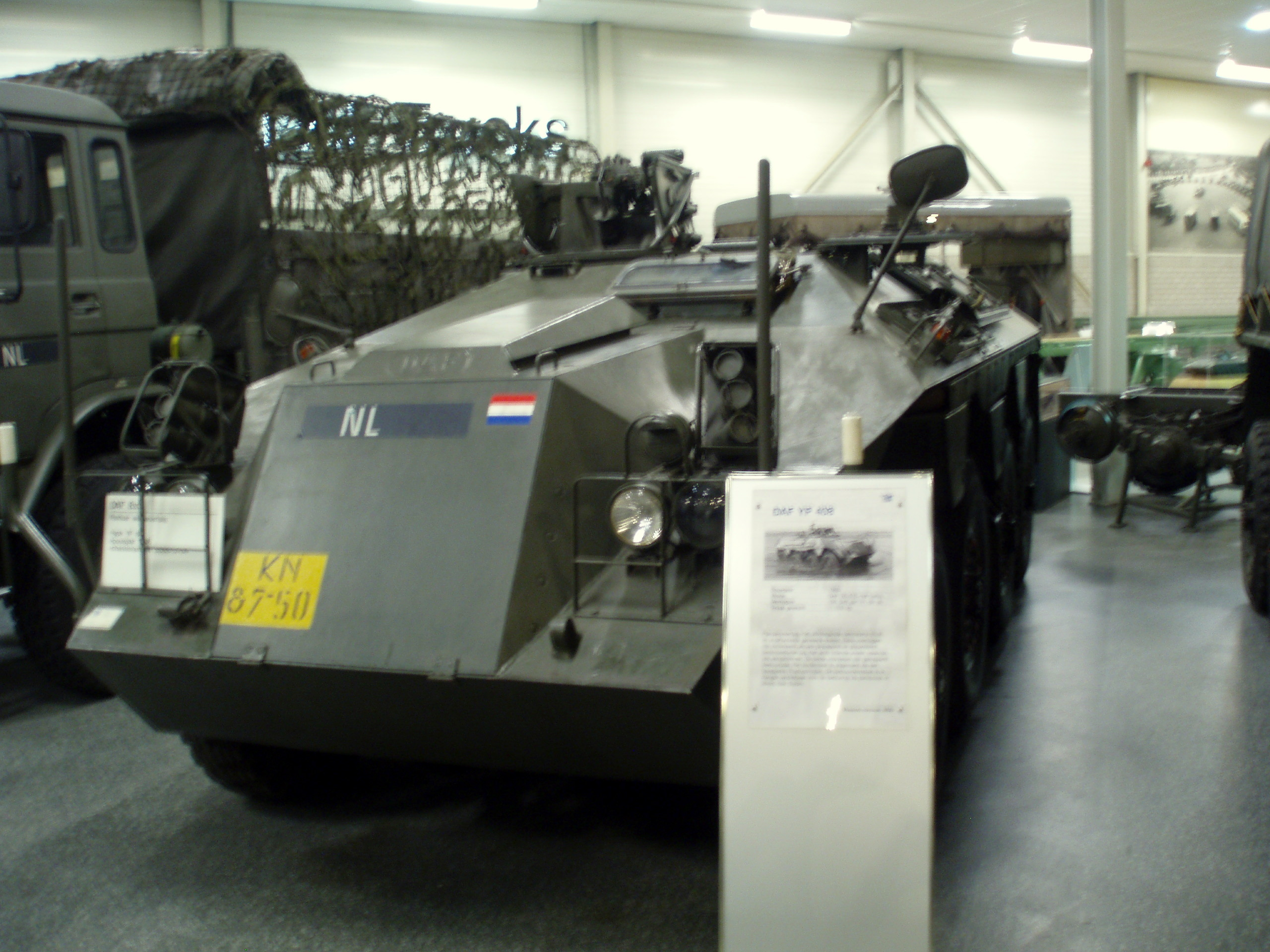
DAF YP-408 в музее DAF Эйндховен, Нидерланды

- один бронетранспортёр находится в музее DAF в городе Эйндховен
- один бронетранспортёр DAF YP-408 (бортовой номер 4347) из голландского миротворческого контингента UNIFIL находится в Национальном военном музее в г. Сустеберг[2]